# Ficción transgresiva
La ficción transgresiva es un género literario que se centra en los personajes que se sienten limitados por las normas y expectativas de la sociedad y que se liberan de esos confines de una manera inusual o ilícita. Debido a que se rebelan contra las normas básicas de la sociedad, los protagonistas de la ficción transgresiva son seres comunes y normales,  pero al resto de los personajes pueden parecerles rebeldes, extraños, enfermos mentales, antisociales, o nihilistas. El género trata ampliamente con temas tabúes como la drogadicción, la sexualidad, la violencia, el incesto, la pedofilia y la delincuencia. El término fue acuñado en los '90 por el crítico literario Michael Silverblatt en Los Angeles Times, para describir un género de ficción que explora gráficamente hechos y acciones tales como prácticas sexuales aberrantes, violencia urbana, relaciones familiares disfuncionales y el uso de drogas. A esta clase de novelas se les describe usualmente con como «subversivas», «vanguardistas», «crudas» y hasta «pornográficas». La ficción transgresiva tiene vínculos estrechos con el «realismo sucio».
El género ha sido objeto de controversia, y muchos precursores de ficción transgresiva como William S. Burroughs y Hubert Selby han sido llevados a juicio por obscenidad. La ficción transgresiva hunde sus raíces en las novelas de William Burroughs y el Marqués de Sade. Entre sus practicantes contemporáneos está Dennis Cooper, autor de Try, una novela cuyo personaje principal es un adolescente que ha sufrido abusos sexuales, con un amigo heroinómano y un tío que realiza vídeos pornográficos.La obra de James Robert Baker ha sido también clasificada como ficción transgresiva. Sus novelas estaban frecuentemente pobladas de personajes sociópatas y nihilistas que tomaban parte en comportamientos como el consumo de drogas duras, incesto, necrofilia y otras prácticas tabú, incluso llegando a cometer actos de violencia extrema y surrealista. Chuck Palahniuk es actualmente su principal representante con novelas como Monstruos invisibles y El club de la lucha. El autor de Ohio Noah Cicero (1980), miembro de la comunidad Alt Lit, se considera un escritor de ficción transgresiva.
La ficción transgresión comparte ficción similitudes con el Splatterpunk, el Hardboiled y la ficción erótica en su voluntad de retratar los comportamientos prohibidos y lectores de choque. Pero se diferencia en que los protagonistas a menudo persiguen un medio para mejorar su situación y su entorno, aunque sean inusuales y extremos. La ficción transgresora se refiere a menudo a la búsqueda de la identidad, la paz interior o la libertad personal. Por las restricciones habituales y convenciones literarias, sus defensores afirman que la ficción transgresiva es capaz de hacer comentarios sociales penetrantes. También hay cierta superposición con el minimalismo literario, ya que muchos escritores transgresores utilizan frases cortas y un estilo más simplista. El género se caracteriza también por características visuales distintivas, como formatos pequeños, presentar todo el texto en cursivas y cubiertas extrañas.
Charles Taylor, de la revista Spin, señala que en ocasiones el término se considera más una etiqueta que un género literario. Se usó por primera vez para describir la novela American Psycho, de Bret Easton Ellis, una novela de trajes Armani y primeras citas que terminan en una práctica de tiro con una pistola de clavos, y pronto se convirtió en una etiqueta que describe el trabajo de aquellos novelistas que contiene trazos de violencia gráfica y sexo crudo, combinado con una casi adolescente necesidad de espantar al lector.

## Historia
Las ideas básicas de la ficción transgresiva no son de ninguna manera nuevas. Muchas de las obras que hoy son consideradas clásicas tratan temas controvertidos y criticaron duramente las normas sociales. Los primeros ejemplos incluyen la escritura escandalosa del Marqués de Sade y el conde de Lautréamont. El autor francés Émile Zola y sus obras sobre las condiciones sociales y el «mal comportamiento» son ejemplos destacados, así como Crimen y castigo y Memorias del subsuelo, del ruso Fyodor Dostoyevsky, y también la novela psicológica Hambre, del noruego Knut Hamsun. La extravangancia sexual se puede ver en dos de las novelas europeas más tempranas, el Satiricón y El Asno de Oro. Escritores tempranos del siglo XX como Octave Mirbeau, Georges Bataille y Arthur Schnitzler, que exploraron el desarrollo psicosexual, son también importantes antepasados.
El 6 de diciembre de 1933, el juez federal John M. Woolsey revocó la prohibición federal del Ulises de James Joyce. El libro fue prohibido en los EE. UU. debido a que el gobierno afirmó que era una obscenidad, específicamente las partes del «Soliloquio» de Molly Bloom al final del libro. Random House Inc. desafió la afirmación de la obscenidad en la corte federal y se le concedió el permiso para imprimir en los EE. UU.
A finales de 1950, América editorial Grove Press, bajo el mando del editor Barney Rosset, publicó novelas inéditas con décadas de antigüedad. Dos de estas obras, El amante de Lady Chatterley, de D.H. Lawrence, y Trópico de Cáncer, de Henry Miller, fueron objeto de juicios por obscenidad. Ambos libros fueron considerados no obscenos y obligaron a los tribunales estadounidenses a sopesar el mérito de la literatura que una vez que han sido considerados al instante pornográfico. Del mismo modo, Vladimir Nabokov publicó Lolita en 1955 a una gran controversia debido a la pedofilia que se produce entre los personajes principales del libro, Humbert Humbert y Lolita. La naturaleza transgresora de este tema ha hecho de Lolita un libro que a menudo se encuentra en la lista de libros prohibidos por los gobiernos.
Grove Press también publicó las obras explícitas de los escritores de la Generación beat, lo que conllevó otros dos juicios por obscenidad. La primera se refería a Howl, de Allen Ginsberg, poema que celebra la contracultura americana que denunciaba la hipocresía y el vacío en la sociedad en general. La segunda fue El almuerzo desnudo, novela alucinante y satírica de William S. Burroughs. Ambas obras contienen lo que se considera descripciones lascivas de partes del cuerpo y de actos sexuales. Grove también publicó Last Exit to Brooklyn, novela anecdótica de Hubert Selby Jr., conocido por sus retratos arenosos de delincuentes, prostitutas y travestis y su crudo argot. Last Exit to Brooklyn fue juzgada como obscena en el Reino Unido. Grove Press ganó todos estos procesos judiciales y la victoria allanó el camino para que la ficción transgresiva se publicará legalmente y se llamara la atención sobre estas obras.
En los años 70 y 80, todo un subterráneo de la ficción transgresiva floreció. Sus estrellas más grandes incluyen JG Ballard, escritor británico conocido por sus extrañas y aterradoras distópicas novelas; Kathy Acker, una estadounidense conocida por su ficción sexual contundente pero aún feminista; y Charles Bukowski, conocido por sus historias de mujeriegos, alcohólicos y apostadores. La película de 1971 «La Naranja Mecánica» de Anthony Burgess, contenía escenas de violación y «ultraviolencia» realizadas por una banda futurista de jóvenes con su propio argot. Fue una gran influencia en la cultura popular, pero fue retirada posteriormente en el Reino Unido y fuertemente censurada en los EE. UU.
En la década de 1990, el aumento de rock alternativo y su subcultura claramente pesimista, abrieron la puerta para que los escritores transgresores fueran más influyentes y comercialmente exitosos que nunca. Esto se ejemplifica por la influencia del canadiense Douglas Coupland y su novela de 1990 Generación X: Cuentos para una cultura acelerada, que exploró una economía sombría y una cosmovisión de apocalipsis. La novela popularizó el término Generación X para describir esta edad demográfica. Otros autores influyentes de esta década incluyen Bret Easton Ellis, conocido por novelas sobre depravados yuppies; Irvine Welsh, conocido por sus retratos de jóvenes de la clase obrera y drogadicta de Escocia; y Chuck Palahniuk, conocido por los intentos bizarros de sus personajes para escapar de la cultura de consumo.
En la India, la obra de Charu Nivedita es considerada transgresora. [3] Su novela Zero Degree [4] se coloca a la par de la de William Burroughs El almuerzo desnudo.
El siglo XXI vio el surgimiento de escritores como Rupert Thomson, RD Ronald y Kelly Braffet con sus protagonistas empujando aún más los tabúes criminales, narcóticos, autolesiones violentos, sexuales, antisociales y de enfermedades mentales bajo la sombra del paraguas transgresor y están a la vanguardia de la ficción convencional. Las novelas de Ronald El árbol del elefante y La habitación del zombi se basan en la ciudad ficticia de Garden Heights, proporcionando un crisol fresco y contemporáneo para mostrar la fusión de Reino Unido y EE. UU. insatisfacción y frustración cultural y social, que previamente habían sido retratadas de manera muy diferente.
En el Reino Unido, el género debe una influencia considerable a la clase trabajadora que a menudo retrata personajes que tratan de escapar de la pobreza por medio de la invención, mientras que en los EE. UU., el género se centra más en la clase media, con personajes que intentan escapar de la limitaciones emocionales y espirituales de su estilo de vida.
En Colombia, puede decirse que Efraim Medina, con su novela de 2001 Érase una vez el amor pero tuve que matarlo, fue el precursor del género. Actualmente hay un despliegue de nuevos escritores que apuestan por esta clase de historias, como Andrés Salgado y su novela Martirio.
En Perú el género está representado principalmente por Dany Salvatierra con sus novelas El síndrome de Berlín y Eléctrico Ardor.
El escritor español Fernando Sánchez Dragó considera que su obra es ficción transgresiva.